# Comando marittimo alleato di Napoli
Il Comando marittimo alleato di Napoli (in inglese Allied Maritime Command Naples - AMC Naples), è stato un comando militare della NATO con sede sull'isola di Nisida (NA).
Nata il 1º marzo 2010 in seguito alla riorganizzazione dei comandi militari della NATO, in sostituzione del Comando della componente marittima alleata (Allied Maritime Component Command Naples) istituito il 1º luglio 2004 nella medesima località, il quale a sua volta derivava dal Quartier generale delle forze navali alleate del Sud Europa (Headquarters Allied Naval Forces Southern Europe - HQ NAVSOUTH).
A seguito delle ristrutturazioni della NATO mirate a ridurre il numero di comandi, l'ente è stato chiuso nel marzo 2013 e le responsabilità sono confluite nell'Allied Maritime Command (MARCOM) con sede Northwood nel Regno Unito e con giurisdizione su tutta l'Europa, dove in precedenza aveva la sua sede il Combined Command-Maritime Northwood con responsabilità della sola Europa del Nord.

## Storia
Nel 1950 venne costituito il Supremo Comando Alleato in Europa (SACEUR) affidato al generale Eisenhower, che a sua volta venne articolato nei tre comandi: Il Comando Alleato del Nord, con sede ad Oslo, il Comando Alleato del Centro, con sede a Fontainebleu e del Comando Alleato Sud con sede a Napoli. Il Comando Alleato del Sud di Napoli venne affidato all'ammiraglio Camey della US Navy, che assunse anche il subordinato comando delle Forze Navali (NAVSOUTH) a cui facevano riferimento le forze aeronavali americane, francesi ed italiane.
Nel 1952 con l'entrata nell'Alleanza di Grecia e Turchia il problema della difesa del Mediterraneo venne riesaminato e venne risolto nel dicembre dello stesso anno attraverso una soluzione sia politica sia militare con la creazione di un nuovo Comando direttamente dipendente dal Supremo Comando Alleato in Europa, il Comando delle Forze Alleate del Mediterraneo (CINCAFMED) con sede a Malta, allo stesso livello quindi di CINCSOUTH e suddiviso in subaree di responsabilità. Il comando di CINCAFMED venne attribuito al Comandante in Capo della Flotta Inglese del Mediterraneo, Lord Mountbatten. In questa suddivisione del Mediterraneo in settori all'Italia e alla sua Marina Militare veniva attribuita l'area del Mediterraneo centrale, escludendo però tutta l'area a Sud di Malta e quindi il Canale di Sicilia, ritenuta tradizionalmente l'area di maggior interesse nazionale.
Dal punto di vista organizzativo la situazione navale nel Mediterraneo era di fatto bicefala in quanto le forze navali alleate presenti nel teatro erano alle dipendenze di CINCAFMED, ma la Sesta Flotta non vi faceva parte e veniva designata come elemento alleato in Comando delle Forze di Attacco e Supporto (COMSTRIKFORSOUTH) dell'area meridionale, sottolineando con questo la missione di supporto delle forze americane. La Forza di Attacco e Supporto (STRIKFORSOUTH), alle dipendenze di CINCSOUTH, era costituita da unità navali fornite principalmente dalla Sesta Flotta, era retta dall'ammiraglio comandante della Sesta Flotta e la sede del Comando delle Forze di Attacco e Supporto era a Napoli nella stessa del comando della Sesta Flotta.
Tra la fine degli anni cinquanta e la prima metà degli anni sessanta la situazione geo-strategica precipitò rapidamente. La crisi di Suez del 1956 aveva portato ad un distacco dell'Egitto dall'occidente e un suo avvicinamento al blocco sovietico con lo schieramento di consistenti forze sovietiche nelle basi egiziane, che cambiò i rapporti di forza nell'area. Nel 1962 l'Algeria conquistò l'indipendenza totale dalla Francia con l'instaurazione di un governo anti-occidentale e nel 1966 il presidente francese De Gaulle decise l'uscita della Francia dall'organizzazione militare atlantica per poter perseguire il proprio programma di difesa nucleare. La Marina Militare Italiana si trovò così caricata, all'interno dell'alleanza, di maggiori responsabilità e doveri.
Le difficili questioni politiche portarono ad una riorganizzazione e il 5 giugno 1967 CINCAFMED venne soppresso e sostituito con un comando dipendente da CINCSOUTH nuovamente chiamato "Comando delle forze navali del Sud Europa" (COMNAVSOUTH), che di fatto conservava una composizione del suo staff simile a quella del comando di maggior livello soppresso. Il nuovo comando venne affidato ad un ammiraglio italiano e il primo comandante dell'organizzazione l'ammiraglio di squadra Luciano Sotgiu. Nella suddivisione in subaree vennero aboliti il Comando Forze Navali Alleate del Mediterraneo Occidentale (MEDWEST), che già in seguito all'indipendenza dell'Algeria aveva lasciato la sua sede di Algeri, i cui compiti vennero suddivisi tra GIBMED e in parte MEDCENT, e il Comando Forze Navali Alleate del Mediterraneo Sud Orientale (MEDSOUTHEAST) i cui compiti vennero assorbiti da MEDCENT che vedeva così estesa la sua area di responsabilità all'intero Mediterraneo Centrale. Vennero anche creati due nuovi comandi specializzati alle dipendenze di COMNAVSOUTH: il COMSUBMED, con compiti di coordinamento dell'attività subacquea della NATO nell'area, e il COMAIRMED, con compiti di coordinamento dell'impiego dei velivoli da pattugliamento antisommergibile. I due nuovi comandi, che ebbero come loro sede Napoli, nacquero dalla trasformazione di due comandi della US Navy già presenti nell'area: USCOMSUBFLOT e USFAIRWINGMED.
Per rispondere al grande e continuo incremento delle forze navali sovietiche schierate nel Mediterraneo e note alla NATO con
l'acronimo di SOVMEDRON (Squadrone Sovietico del Mediterraneo) il 28 maggio 1969 venne decisa da parte dei paesi alleati la costituzione di una formazione navale disponibile a richiesta nel Mediterraneo denominata NAVOCFORMED (Naval On-Call Force Mediterranean) composta essenzialmente da fregate e cacciatorpediniere.
Tra la fine degli anni sessanta e l'inizio degli anni settanta la situazione geostrategica della NATO ebbe un peggioramento. Il 1º settembre 1969 in Libia un colpo di Stato guidato dal colonnello Gheddafi portò all'abbattimento della monarchia senussita e all'avvento di un regime che sin dai suoi primi passi si dimostrò antioccidentale. A Malta, che nel 1964 aveva ottenuto l'indipendenza dal Regno Unito, nelle elezioni svolte nel 1971 si ebbe la vittoria dei socialisti guidati da Dom Mintoff, che giunto al governo adottò una politica di non allineamento e di avvicinamento al blocco comunista, e che tra i 
suoi primi atti di governo, dichiarò il comandante di NAVSOUTH Ammiraglio Gino Birindelli «persona non grata» perché «noto militarista». In conseguenza di ciò si ebbe la necessità di lasciare l'isola maltese e trasferire la sede di COMNAVSOUTH a Napoli nella località di Nisida e di COMMEDCENT a Roma Il comandante del Dipartimento militare marittimo del "Basso Tirreno" di Napoli assunse anche l'incarico di Comandante Navale del Sud Europa e il Comandante in Capo della Squadra Navale quello di Comando in Capo della Squadra Navale e del Mediterraneo Centrale, con l'area operativa delle forze navali italiane che si estendeva dalle Baleari all'isola di Creta.
Le vicende politiche interne di Grecia e Turchia, gli altri due paesi del Fianco Sud della Nato e la stessa crisi nei loro rapporti diplomatici in seguito alla crisi di Cipro, che portò al ritiro di Atene dalla struttura militare della NATO, fece crescere il ruolo dell'Italia nel Mediterraneo. L'Italia divenne a sud l'asse strategico delle operazioni della Nato, specie nel campo navale e della conduzione della lotta antisommergibile nel Mediterraneo, con l'avvio di una serie di programmi per il potenziamento delle infrastrutture militari presenti negli aeroporti siciliani di Trapani-Birgi e Pantelleria e la trasformazione della Naval Air Station di Sigonella nella principale base operativa della marina statunitense nel Mediterraneo centro-orientale.
Dal punto di vista organizzativo la situazione navale nel Mediterraneo ha continuato ad esse bicefala fino alla fine della guerra fredda, con le forze navali alleate alle dipendenze del comando di Nisida (COMNAVSOUTH) e la Sesta Flotta che continuava ad essere elemento alleato in Comando delle Forze di Attacco e Supporto (COMSTRIKEFORSOUTH) dell'area meridionale.
Le forze navali della NATO in Mediterraneo ebbero il loro maggior ruolo operativo proprio dopo la conclusione della guerra fredda, sin dall'inizio degli anni novanta con le attività di "embargo" in Adriatico in occasione delle guerre nella ex Jugoslavia.
Il 30 aprile 1992 venne costituita una forza operativa in pianta stabile con la denominazione di Standing Naval Force Mediterranean, (STANAVFORMED) come erede di NATO Naval On-Call Force Mediterranean (NAVOCFORMED) che a differenza di STANAVFORMED era solo su chiamata.
Il 27 maggio 1999 durante la guerra del Kosovo per operare in Adriatico nell'ambito dell'Operazione Allied Force venne costituita una seconda forza operativa in pianta stabile di stazionamento contromisure mine, con la denominazione Standing Mine Countermeasures Force in the Mediterranean o MCMFORMED. e dal 1º gennaio 2005 in Standing NATO Mine Countermeasures Group 2. Il suo teatro operativo è il Mediterraneo e le acque del Mar Rosso, ma è pronta all'impiego ovunque la NATO lo richieda.
Il 1º settembre 1999 si ebbe una nuova riorganizzazione della struttura con la soppressione dei quattro comandi marittimi COMEDCENT, COMEDEAST, COMEDNOREAST e COMGIBMED e la trasformazione di COMSUBMED e COMMARAIRMED in forze speciali di NAVSOUTH, con la denominazione rispettivamente di COMSUBSOUTH and COMMARAIRNAPLES.
Dal 3 settembre 2001 MCMFORMED cambiò la sua denominazione in Mine Countermeasures Force South o MCMFORSOUTH. Dal 6 ottobre 2001, in seguito agli Attentati dell'11 settembre STANAVFORMED, le cui unità navali erano in quel momento impegnate nell'esercitazione Destined Glory, è stata ridislocata nel Mediterraneo Orientale, impiegata nella lotta contro il terrorismo nell'ambito dell'Operazione Active Endeavour.
Nel corso del vertice NATO di Praga del 22 novembre 2002 è stata costituita la NATO Response Force, la forza di risposta rapida della NATO.
Dalla ristrutturazione dei grandi comandi NATO il 15 marzo 2004, venne soppresso AFSOUTH e al suo posto venne costituito l'Allied Joint Force Command Naples (JFC Naples), che rimase sempre alle dipendenze del SACEUR; la componente navale dal 1º luglio prese il nome di Allied Maritime Component Command Naples (CC-Mar. Naples) con la stessa area di responsabilità del predecessore NAVSOUTH, ossia il Mediterraneo ed il Mar Nero, ma con la possibilità di dover dirigere operazioni anche in altre "aree d'interesse" della NATO, con la presenza negli staff di alti ufficiali di stati membri anche di nazioni non mediterranee e di qualche rappresentante anche dei paesi legati alla NATO dal programma Partnership for Paece.
A seguito delle ristrutturazioni della NATO che ha disposto la chiusura nel marzo 2013 del Comando marittimo alleato di Napoli e le sue responsabilità confluite nel Comando marittimo alleato di Northwood, diventato l'unico comando Marittimo della NATO, anche STRIKFORSOUTH è stata interessata dal processo di riorganizzazione evolvendosi nella Naval Striking and Support Forces NATO, passando alle dirette dipendenze del Supremo Comando Alleato in Europa e trasferendo la sua sede di comando a partire dal 1º agosto 2012 da Napoli a Oeiras in Portogallo, nei pressi di Lisbona, dove in precedenza aveva la sua sede l'Allied Joint Force Command Lisbon disattivato nel 2012 in seguito alla riorganizzazione dei comandi della NATO.

### Comandi dipendenti da CINCAFMED dal 1952 al 1967
- Comando Forze Navali Alleate di Gibilterra - COMGIBMED (Gibilterra, GRAN BRETAGNA)
- Comando Forze Navali Alleate del Mediterraneo Occidentale - COMMEDWEST (Algeri)
- Comando Forze Navali Alleate del Mediterraneo Centrale - COMMEDCENT (Roma, ITALIA)
- Comando Forze Navali Alleate del Mediterraneo Sud Orientale - COMMEDSOUTHEAST (Malta)
- Comando Forze Navali Alleate del Mediterraneo Orientale - COMMEDEAST (Atene, GRECIA)
- Comando Forze Navali Alleate del Mediterraneo Nord Orientale - COMMEDNORTHEAST (Ankara, TURCHIA)

### Comandi dipendenti da COMNAVSOUTH dal 1967 al 1999
- Comando Forze Navali Alleate di Gibilterra - COMGIBMED (Gibilterra, GRAN BRETAGNA)
- Comando Forze Navali Alleate del Mediterraneo Centrale - COMMEDCENT (Roma, ITALIA)
- Comando Forze Navali Alleate del Mediterraneo Orientale - COMMEDEAST (Atene, GRECIA)
- Comando Forze Navali Alleate del Mediterraneo Nord Orientale - COMMEDNORTHEAST (Ankara, TURCHIA)
- Comando Alleato Sommergibili del Mediterraneo - COMSUBMED (Napoli, ITALIA)
- Comando Alleato Aeromarittimo del Mediterraneo - COMAIRMED (Napoli, ITALIA)

## Forze operative
- Gruppo permanente marittimo NATO 2 (SNMG2)[5]
- Gruppo permanente contromisure mine NATO 2 (SNMCMG2)[6]

## Operazioni

### In corso
- Operazione Active Endeavour

### Concluse
- Operazione Unified Protector
- Operazione Inas Bahr
- Operazione Allied Provider
- Operazione Sharp Guard